# John Madden (American football)

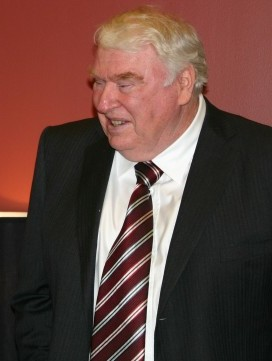
John Madden in 2007

John Earl Madden (Austin (Minnesota), 10 april 1936 – Pleasanton (Californië), 28 december 2021) was een Amerikaans American football coach en presentator voor de National Football League (NFL). 

## Carrière
Madden won de Super Bowl als hoofdcoach van de Oakland Raiders in de American Football Conference van de NFL. In 2006 werd hij opgenomen in de Pro Football Hall of Fame als waardering en erkenning voor zijn carrière als coach.
Na zijn pensioen als coach werd Madden een bekende assistent-commentator van NFL uitzendingen. Hij werkte als een assistent-commentator voor vier grote netwerken: CBS (1979-1993), Fox (1994-2001), ABC (2002-2005) en NBC (2006-2009). Madden ging met pensioen als commentator op 16 april 2009 om meer tijd met zijn familie door te kunnen brengen.
Madden is ook bekend van de langlopende Madden NFL-videogameserie die hij ondersteunde en waar hij sinds 1988 zijn naam aan gaf. Hij heeft meerdere boeken geschreven en fungeerde als boegbeeld in de reclames van verscheidene producten en bedrijven. 
Madden overleed op 28 december 2021 op 85-jarige leeftijd.
- Gemeinsame Normdatei: 136496210
- International Standard Name Identifier: 0000 0000 7105 1885
- Library of Congress Control Number: n84008656
- MusicBrainz: 953ba0dc-c670-412c-b460-d335bdf3923c
- National Archives and Records Administration: 10569330
- Nationale bibliotheek van Australië: 35259224
- Nederlandse Thesaurus van Auteursnamen: 327496223
- Virtual International Authority File: 91925832
- WorldCat: E39PBJgHbHRm8j3cdHMXMr9hpP